# The Jesus and Mary Chain
A The Jesus and Mary Chain egy skót rockzenekar. 1983-ban alakultak meg East Kilbride-ban. Fennállásuk alatt 8 nagylemezt jelentettek meg. Két korszakuk volt: először 1983-tól 1999-ig, majd 2007-től napjainkig működnek. Az együttes két legfontosabb tagjai testvérek, Jim és William Reid. Alternatív rock, noise pop, shoegazing műfajokban játszanak. A zenekar Psychocandy és Darklands albumai bekerültek az 1001 lemez, amelyet hallanod kell, mielőtt meghalsz című könyvbe. Eredetileg The Poppy Seeds, illetve Death of Joey volt a nevük. A The Jesus and Mary Chain nevet egy Bing Crosby filmből vették. Hat hónappal később azonban beismerték, hogy ez nem igaz.

## Albumok
- Psychocandy (1985)
- Darklands (1987)
- Automatic (1989)
- Honey's Dead (1992)
- Stoned and Dethroned (1994)
- Munki (1998)
- Damage and Joy (2017)
- Glasgow Eyes (2024)